# St. Alban (Hardheim)

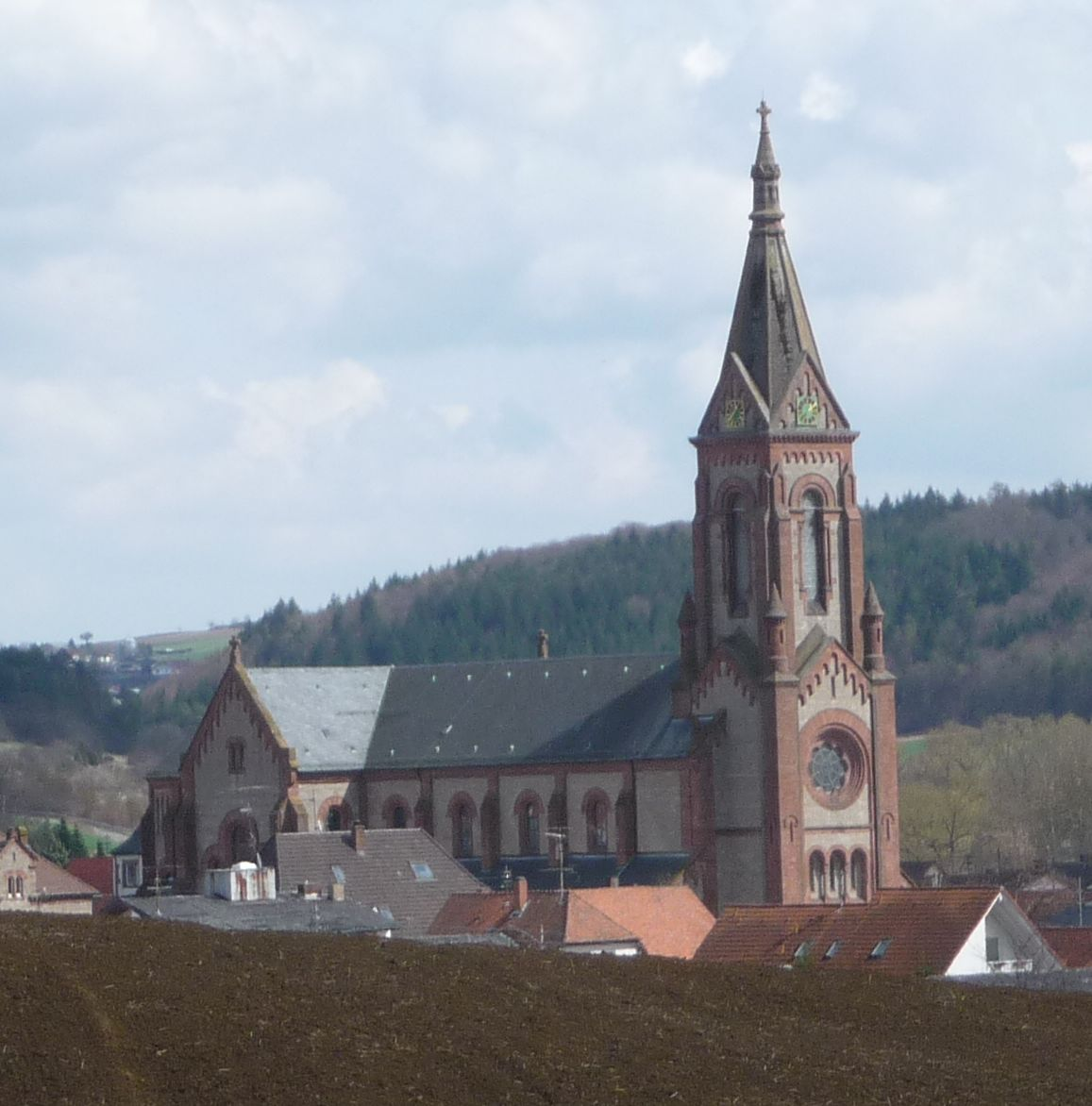
St. Alban in Hardheim

Die römisch-katholische Pfarrkirche St. Alban ist ein geschütztes Kulturdenkmal nach dem Denkmalschutzgesetz. Der Erftaldom, wie die Kirche auch genannt wird, steht in Hardheim, einer Gemeinde im Neckar-Odenwald-Kreis in Baden-Württemberg. Die Pfarrei gehört zum Dekanat Mosbach-Buchen im Erzbistum Freiburg.

## Beschreibung

### Architektur

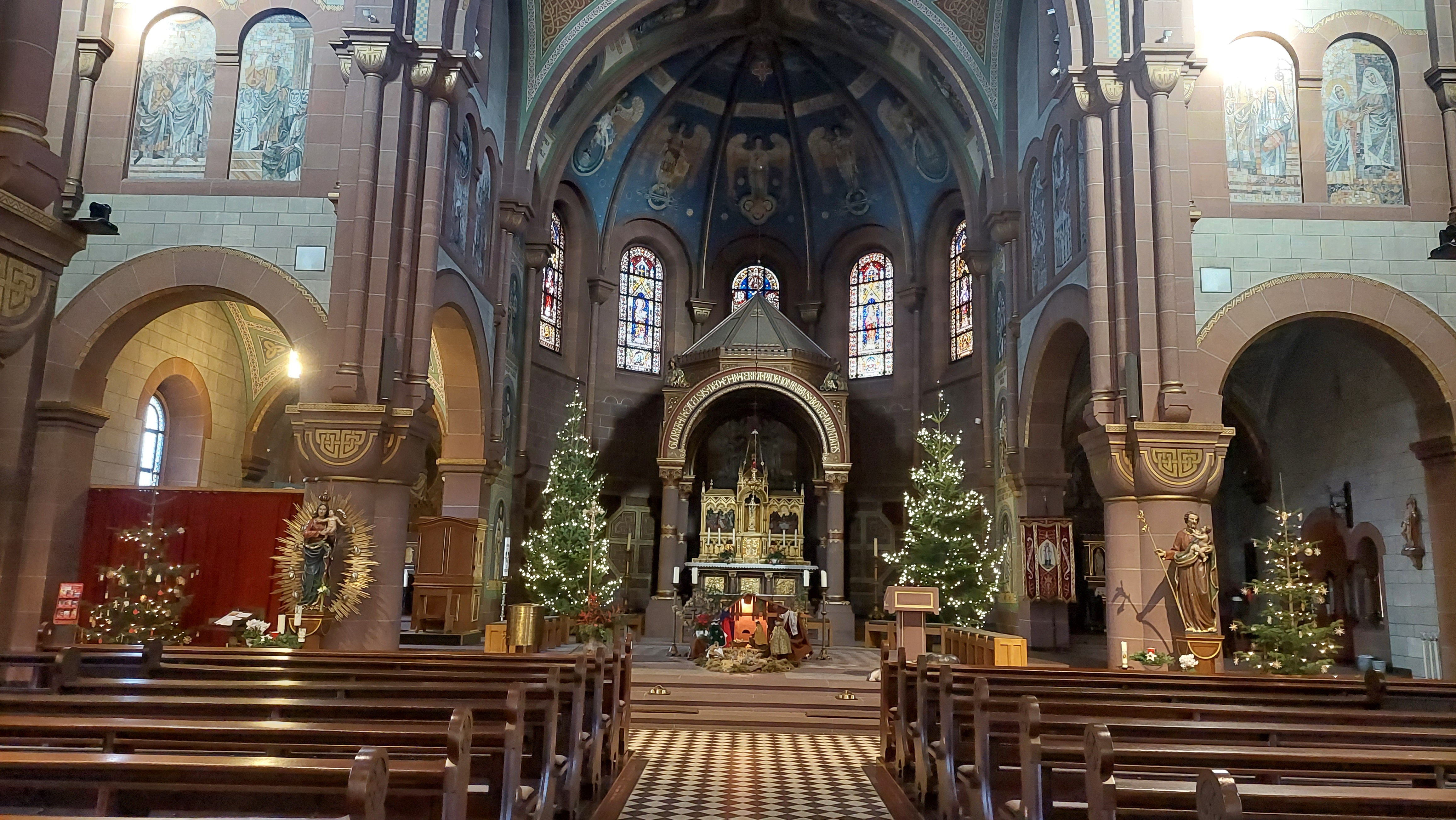
Blick zum Altar

Die neuromanische Kreuzbasilika wurde von 1881 bis 1885 nach Plänen von Ludwig Maier anstelle des einsturzgefährdeten Vorgängerbaus aus dem 15. Jahrhundert errichtet. Ihre Wände werden von Strebepfeilern gestützt. Ihr Baukörper setzt sich aus dem dreischiffigen Langhaus, dem Querschiff und dem Chor mit 7/12-Schluss im Nordosten sowie dem Fassadenturm vor dem Mittelschiff im Südwesten zusammen. Über den kleinen Giebeln des Turms mit den Zifferblättern der Turmuhr erhebt sich ein spitzer, in einer Laterne auslaufender Helm.

### Glocken
Im Glockenstuhl des Turms hängen sechs Kirchenglocken, von denen fünf 1949 von der Glockengießerei Junker in Briloner Sonderbronze gegossen wurden. Die kleinste Glocke aus Bronze entstand 1930 in der Glockengießerei Grüninger.
| Glocke | Name           | Durchmesser ≈ | 0Gewicht ≈0 | Schlagton |
| ------ | -------------- | ------------- | ----------- | --------- |
| 1      | Christusglocke | 1420 mm0      | 1550 kg0    | d’+2      |
| 2      | Alban-Glocke   | 1270 mm0      | 1130 kg0    | e’±0      |
| 3      | Maria-Glocke   | 1070 mm0      | 650 kg      | g’+2      |
| 4      | Kilian-Glocke  | 950 mm        | 480 kg      | a’+4      |
| 5      | Engel-Glocke   | 840 mm        | 320 kg      | h’-2      |
| 6      | Josef-Glocke   | 710 mm        | 215 kg      | d’’+3     |

### Orgel
Die Orgel wurde 1968 von Orgelbau Vleugels mit 30 Registern erbaut und 2001, 2015 und 2024 erweitert. Sie verfügt derzeit über 49 Register auf drei Manualen und Pedal.